# Trogotorna perspecta
Trogotorna perspecta là một loài bướm đêm trong họ Noctuidae.